# Neoloboptera indica
Neoloboptera indica är en kackerlacksart som först beskrevs av Brunner von Wattenwyl 1865.  Neoloboptera indica ingår i släktet Neoloboptera och familjen småkackerlackor. Inga underarter finns listade i Catalogue of Life.